# Begonia kachak
Espèce
Begonia kachak est une espèce de plantes de la famille des Begoniaceae.
Elle a été décrite en 2003 par Katharine G. Pearce.